# Tackle

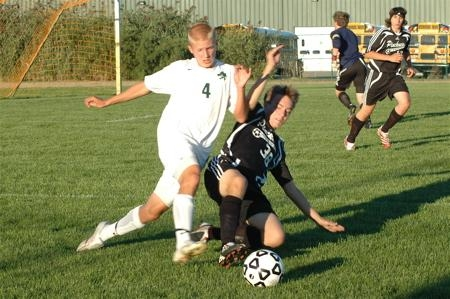
Foto de una entrada o barrida clásica del fútbol.

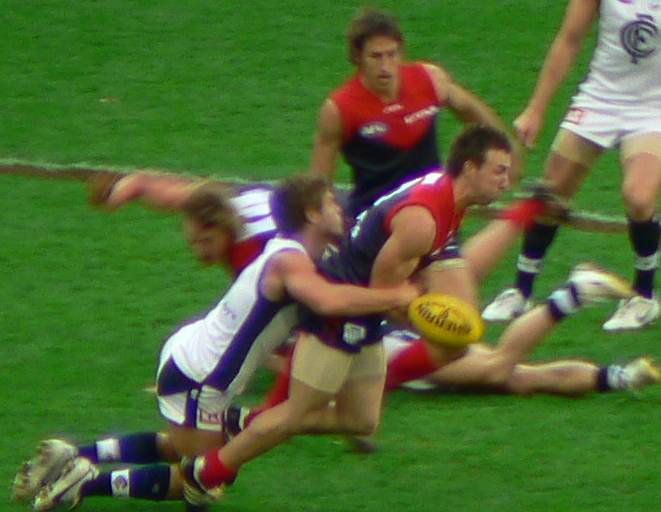
Un placaje en fútbol australiano.

El anglicismo tackle —en español placaje, derribo, barrida o entrada según el deporte y país— se usa en los deportes de contacto para hacer referencia a cualquier movimiento realizado por un competidor para impedir que su rival lleve a cabo lo que pretende hacer. Habitualmente requiere contacto físico con el oponente, configurándose explícitamente como el acto de tirar al suelo a un jugador contrario; con este sentido, el Diccionario de la lengua española registra el galicismo placaje pero también es habitual hablar de un derribo. 
En otros deportes describe uno o más métodos de pelear por la posesión del balón, como ocurre por ejemplo en el fútbol. Por ende, se desaconseja el uso del término tackle o placaje cuando se trate de dicho movimiento, sustituyéndose por otros más arraigados en el acervo lingüístico de cada deporte en particular (p. ej. entrada o barrida en fútbol).

## Fútbol americano

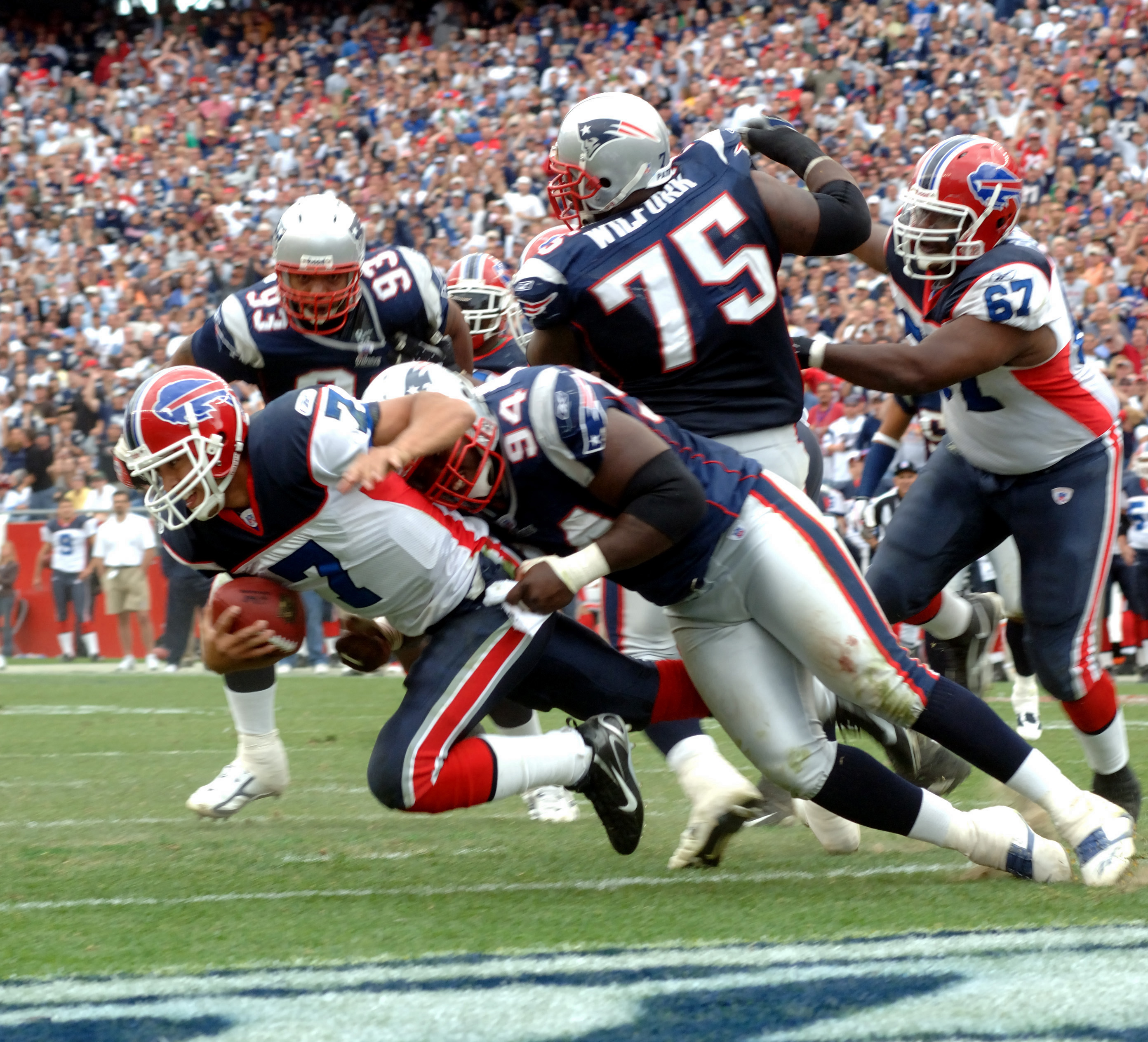
Foto de un clásico placaje de fútbol americano.

En el fútbol americano y canadiense, un tackleo o placaje básicamente es interferir físicamente con el progreso del jugador que tiene posesión del balón, de manera que ese progreso termine y no pueda ser comenzado de nuevo, o que provoque que una parte del cuerpo del jugador toque el suelo, excepto las manos y los pies, o que salga del campo de juego. En ese último caso se considera como bola muerta, termina el down, y el partido se detiene hasta el comienzo de la siguiente jugada. Un tackleo en particular es conocido como quarterback sack cuando el quarterback es tackleado detrás de la línea de confrontación mientras intenta lanzar un pase. Un placaje de pérdida indica aquel que provoca una pérdida de yardas para un running back o receptor oponente. Un saqueo del quarterback no cuenta como un placaje de pérdida.
Por extensión etimológica, tackle (placador) es también el nombre dado a algunas demarcaciones de jugadores tanto en su disposición ofensiva como defensiva. Usualmente hay un tackle izquierdo y otro derecho en cada equipo.

## Fútbol
En el balompié, una entrada o barrida consistiría en interferir el progreso del jugador que tiene la posesión del balón, de manera que dicho progreso acabe y no pueda ser comenzado de nuevo, o que provoque que la pelota salga del terreno de juego. En este último caso, se considera terminada la jugada y se realiza un saque de banda.

## Rugby
Ver la sección: Rugby - Tackle